# I'm Not Your Toy (Erilien)
I'm Not Your Toy è un singolo di Erilien del 2005. Il brano anticipa l'album The Mood. Erilien ha scritto il testo di I'm Not Your Toy insieme a Diana Winter.
Nel 2006 viene realizzato anche un video musicale.

## Tracce
1. I'm Not Your Toy – 3:26 (testo: Diana Winter e Erilien – musica: Fabio Balestrieri e Damiano Ruggeri)